# Deutsches Medienschiedsgericht
Das Deutsche Medienschiedsgericht (DMS) hat seinen Sitz am Mediencampus der Stadt Leipzig. Als institutionalisierte Schiedseinrichtung bietet es Medienschaffenden die Möglichkeit der flexiblen, zügigen und wirtschaftlichen Erledigung von Streitigkeiten durch Experten. Die Idee wurde von der Sächsischen Staatskanzlei vorangetrieben.

## Zuständigkeiten
Als nichtstaatliches Gericht wird das Medienschiedsgericht nach Anruf durch eine Streitpartei tätig, sofern eine entsprechende Vereinbarung zwischen den Streitparteien vorliegt. Diese kann als Schiedsklausel von Beginn an in einen Vertrag aufgenommen werden oder ad hoc nach Entstehen einer Streitigkeit abgeschlossen werden.
Das Medienschiedsgericht befasst sich ausschließlich mit medienrechtlichen Streitigkeiten, die von der Schiedsgerichtsordnung denkbar weit gefasst sind. Angesprochen sind alle Einrichtungen und Personen, die mit der Entwicklung, der Produktion und dem Vertrieb von medialen Inhalten zu Informations- und Unterhaltungszwecken befasst sind. Mindestens eine unmittelbare Streitpartei muss in diesem Sinne medienschaffend sein. Ausdrücklich nicht zuständig ist das Gericht bei urheberrechtlichen Streitigkeiten über die Höhe von Geräte- und sonstigen Abgaben nach Maßgabe der §§ 54 ff. UrhG.

## Verfahren
Dem genannten Adressatenkreis stehen vor dem Deutschen Medienschiedsgericht drei verschiedene Verfahren zur Wahl:

### Schiedsverfahren
Als klassisches Streitverfahren steht das Schiedsverfahren als Alternative zum staatlichen Gerichtsverfahren. In einer Kammer mit drei, fünf oder im Senat mit sieben Schiedsrichtern können die Parteien einen Schiedsspruch über ihren Streitfall herbeiführen. Die Schiedsrichter sind an die Anträge der Parteien gebunden. Die Parteien sind wiederum an die Entscheidung des Schiedsgerichts gebunden gem. § 1059 ZPO, wenn nicht bereits in der Schiedsvereinbarung die Möglichkeit der Anrufung eines staatlichen Gerichts nach Abschluss des Schiedsverfahrens wirksam vereinbart wurde.

### Schlichtungsverfahren
Mit weit größerer Freiheit der Schiedsrichter können die Streitparteien das Medienschiedsgericht auch wegen einer Schlichtung anrufen. Nach Aufforderung einer Streitpartei und Einverständniserklärung der anderen Partei sind die bestimmten Schiedsrichter verpflichtet, die Parteien in unparteiischer und unabhängiger Weise zu unterstützen, ihre Streitigkeit beizulegen. Dafür können Parteien und Schiedsrichter in jeder Lage des Verfahrens Vorschläge machen.

### Schiedsgutachten
Die Streitparteien können in übereinstimmender Anfrage auch ein Gutachten beim Medienschiedsgericht einholen, z. B. zu einer Frage der Auslegung eines gemeinsamen Vertrages. Die gutachterliche Entscheidung der Richter ist bindend.

### Allgemein
Der Wert der vor dem Medienschiedsgericht geführten Streitigkeit soll 100.000 Euro nicht unterschreiten. Streitigkeiten unterhalb dieser Schwelle werden bei entsprechender Bedeutung für das Medienrecht angenommen.
In allen Verfahren sind die Streitparteien weitgehend frei in der Konstituierung des Spruchkörpers und der Festlegung der Verfahrensregeln. Die Schiedsgerichtsordnung versteht sich hier als Rahmen bzw. als Vorgabe, wenn und soweit sich die Parteien in Punkten nicht einigen können, z. B. können die Richter samt den Ersatzmitgliedern des Spruchkörpers durch die Parteien selbst festgelegt werden, oder aber durch den Präsidenten des Medienschiedsgerichtes nach billigem Ermessen. Als Verfahrenssprache steht den Beteiligten auch die englische Sprache offen.
Entscheidend für das Wesen der Schiedsgerichtsbarkeit und auch prägend für Verfahren vor dem Medienschiedsgericht, wird jedes Verfahren vertraulich und nicht öffentlich geführt.

## Gründung
Das Medienschiedsgericht entstand auf Initiative des Freistaates Sachen. Der Trägerverein des Deutschen Medienschiedsgerichtes wurde am 1. September 2016 in Leipzig gegründet. Ihm gehören an:
- Allianz Deutscher Produzenten – Film & Fernsehen
- ANGA Verband Deutscher Kabelnetzbetreiber
- Bundesverband Digitale Wirtschaft (BVDW) e.V.
- Freistaat Sachsen
- Leipziger Messe
- Medienstiftung der Sparkasse Leipzig
- Mitteldeutsche Medienförderung (MDM)
- Mitteldeutscher Rundfunk (MDR)
- Verband Deutscher Zeitschriftenverleger (VDZ)
- VG Media (Gesellschaft zur Verwertung der Urheber- und Leistungsschutzrechte von Sendeunternehmen und Presseverlegern)
- Vodafone Kabel Deutschland
- VAUNET – Verband Privater Medien
- Zweites Deutsches Fernsehen (ZDF)

Der Verein steht insbesondere wissenschaftlichen Einrichtungen, Verbänden, Stiftungen, Rundfunkanstalten, Netzbetreibern, Verlagen, Onlineanbietern, Onlinebloggern, sozialen Medien und anderen Unternehmen der Medienbranche, Filmwirtschaft, Musikwirtschaft und des Rechtehandels als Mitgliedern offen.
Als Einrichtung besteht das Deutsche Medienschiedsgericht seit dem 1. Januar 2017. Es ist national einzigartig.

## Organisation
Als institutionalisiertes Schiedsgericht stellt das Medienschiedsgericht den Parteien erfahrene Fachleute als Schiedsrichter zur Auswahl für das jeweilige Verfahren. Diese sind unabhängige Experten in mindestens einem Teilgebiet des Medienrechts. Die Unabhängigkeit wird durch die Verbote gewahrt, eine maßgebliche politische Funktion auszuüben, an einem Medienunternehmer mit mehr als 0,5 % am Nominalwert des Unternehmens beteiligt zu sein und Mitglied bzw. Organ eines Mitglieds des Trägervereins zu sein.
Die Schiedsrichter werden für vier Jahre von der Mitgliederversammlung nominiert und von den Parteien bei Bedarf für ein einzelnes Schiedsverfahren ausgewählt. Aus ihrer Mitte wählen die Schiedsrichter für die Dauer von vier Jahren einen Präsidenten bzw. eine Präsidentin und einen Vizepräsidenten. Präsident ist der Leipziger Jurist Christian Berger als Nachfolger des verstorbenen Rüdiger Söhnen.

### Präsidenten
- Rüdiger Söhnen (Gründungspräsident)[6][3]
- Christian Berger (ab 12/2017)

## Verfahren
Am 17. September 2017 wurde von Focus online auf Grundlage einer DPA-Meldung vermeldet, dass das DMS noch keine Streitigkeiten zwischen Medien-Akteuren schlichten konnte. Almuth Buschmann, Leiterin der Geschäftsstelle, äußerte, dass die DMS diesbezüglich nicht überrascht sei, denn „institutionalisierte Schiedsgerichte würden erst dann angerufen, wenn Schiedsklauseln in Verträge übernommen worden seien.“